# Tan Malaka
Ibrahim Datuk Tan Malaka (ur. 1894, zm. 16 kwietnia 1949 w Blitarze) – indonezyjski przywódca ruchu komunistycznego.

## Życiorys
Pochodził z ludu Minangkabau. Był szkolnym nauczycielem, kształcił się w Europie, skąd wrócił w 1919, wkrótce potem zaczął opowiadać się za ideologią komunistyczną. Początkowo komuniści współpracowali z muzułmańskim ruchem Sarekat Islam, jednak w 1921 doszło do zerwania współpracy. W 1921 Tan Malaka włączył się do akcji strajków, próbując przekształcić je w strajk generalny, co się jednak nie udało; po tym holenderskie władze nakazały mu opuścić Holenderskie Indie Wschodnie. W 1922 reprezentował Indonezję na IV Kongresie Międzynarodówki Komunistycznej, gdy został agentem Kominternu na Azję Południowo-Wschodnią i Australię. W 1926 sprzeciwił się przedwczesnemu powstaniu komunistycznemu i został obwiniony przez jego zwolenników za niepowodzenie rej rebelii, mimo to rok później zorganizował w Bangkoku grupę nazwaną Indonezyjską Partią Republikańską mającą na celu rozbudowę podziemnych kadr do pracy w Indonezji; partia ta uzyskała pewną siłę, jednak nie zdołała osłabić rządów kolonialnych. W 1944 Tan Malaka wrócił na Jawę podczas japońskiej okupacji, a po wojnie rywalizował w walce o władzę z Sukarno, który go wymanewrował, mianując premierem Sutana Sjahrira. W odpowiedzi Malak utworzył koalicję nazwaną Persatuan Perdjuangan (Zjednoczona Walka) sprzeciwiającą się jakimkolwiek próbom negocjacji z holenderskimi władzami, których zwolennikiem był Sjahrir. Po rezygnacji Sjahrira ze stanowiska, Tan Malaka został poproszony o sformowanie gabinetu, jednak członkowie koalicji nie zdołali osiągnąć porozumienia, w związku z czym Malaka usiłował dokonać zamachu stanu, za co 6 lipca 1946 został aresztowany na dwa lata. Po zwolnieniu poparł nową partię polityczną, Partai Murba (Partię Proletariacką). W tym czasie Holendrzy i Indonezyjczycy byli w stanie wojny o kontrolę nad krajem, Sukarno i Mohammad Hatta byli więzieni przez Holendrów, i wielu z czołowych komunistycznych polityków zostało zabitych. W tej sytuacji Tan Malaka próbował przejąć kontrolę nad indonezyjską rewolucją i z miasta Kediri kontrolowanego przez Indonezyjczyków ogłosił się przywódcą Indonezji. Gdy Holendrzy zaatakowali Jediri, uciekł, jednak kilka miesięcy później został schwytany i stracony przez zwolenników Sukarno. Napisał kilka prac politycznych, w tym autobiograficzną Dari Pendjara ke Pendjara (Od więzienia do więzienia)